# L'Obéissance récompensée
L'Obéissance récompensée est un tableau réalisé par le peintre français François Boucher en 1768. De format vertical, cette huile sur toile est une scène de genre qui représente un jeune homme tendant une récompense alimentaire à un chien dressé sur ses pattes arrière.
Il y figure assis dans la nature, le dos contre le bassin d'une fontaine sur le bord duquel s'appuie aussi une jeune femme debout. Sa tête, au centre de la composition, est orientée vers l'animal qui fait le beau à ses pieds. Elle porte un panier vide au bras droit, ainsi qu'une rose à son décolleté. 
Achetée en 1827, l'œuvre est conservée au musée des Beaux-Arts de Nîmes, à Nîmes, dans le Gard, en France.